# Erleberto
Erleberto (595) fu signore di Quernes.

## Biografia
Egli era figlio di Cariberto di Hesbaye e di sua moglie Wulfgurd e dunque faceva parte della famiglia dei Robertingi. L'unico fatto noto di Erleberto è che proveniva da una nobile famiglia che includeva il suo più famoso fratello Roberto I, vescovo di Tours. 

## Famiglia e figli
Il nome della moglie di Erleberto è sconosciuto. Essi ebbero almeno un figlio: 
- Lamberto di Lione, abate di Fontenelle e vescovo di Lione